# Кэмпбелл, Рональд
Рональд Хью Кэмпбелл (англ. Ronald Hugh Campbell; 27.09.1883 — 15.11.1953) — британский дипломат.
Входил в Тайный совет Великобритании с 1939 года.
В 1939—1940 годах посол Великобритании во Франции.
В 1940—1945 годах посол Великобритании в Португалии.
Рыцарь Великого Креста ордена Святого Михаила и Святого Георгия.
Его внук от дочери Мэри Френсис Эгертон (англ. Эджертон, Фрэнсис, 7-й герцог Сазерленд) является 7-м герцогом Сазерленд с 2000 года.